# Vlastimil Helcl
Vlastimil „Oli“ Helcl (6. září 1953 Přerov – květen 2017) byl český výtvarník, fotograf, typograf, někdejší zaměstnanec a posléze vedoucí Zbrašovských aragonitových jeskyní, organizátor koncertů, výstav a uměleckých happeningů, disident a vůdčí osobnost sametové revoluce na Hranicku, šéfredaktor a vydavatel týdeníku Přehled.

## Život
Helcl se narodil v Přerově 6. září 1953. Dětství i mládí prožil v Olomouci, od roku 1975 začal pracovat v Hranicích. Zde v roce 1977 nastoupil jako zaměstnanec Zbrašovských aragonitových jeskyní a o sedm let později, v roce 1984, se dostal do jejich vedení. ovlivnily ho bytové semináře u filozofa Svatopluka Hraba a historičky Libuše Hrabové, dále Petr Schlesinger a další. Měl široký kulturní rozhled a silně protirežimní názory. Opisoval a rozšiřoval samizdatovou literaturu a udržoval kontakty s pražským disentem.
V jeskyních pořádal různé výstavy, koncerty a divadelní představení. Zájemcům představil tvorbu Olbrama Zoubka, Arnošta Goldflama, Jozefa Jankoviče a dalších. Udržoval kontakty s lidmi z politického disentu i chartisty, například se spisovatelem Ludvíkem Vaculíkem, literárním kritikem Sergejem Machoninem, porevolučním ministrem kultury Ladislavem Snopkou, jím organizované výstavy zahajovali Iva Bittová, Pavel Fajt, Ivan Hoffman a další. V podzemním divadle účinkovalo např. brněnské Divadlo Na provázku Petra Oslzlého či divadelní skupina Akabal. Koncem 80. let pořádal sérii uměleckých happeningů s názvem Objekt a živly, na nichž spolupracovali mimo jiné Luboš Dostál, Kurt Gebauer či Peter Eliáš, přitáhla však také pozornost Státní bezpečnosti.
Byl signatářem petice Několik vět a v období kolem listopadu 1989 se stal jednou z ústředních postav a iniciátorů hranického Občanského fóra. Vyjednával s policií a vojenskou posádkou, aby v průběhu listopadových událostí nezasahovaly proti demonstrujícím. Od ledna 1990 začal vydávat obnovený, původně prvorepublikový, týdeník Přehled, jakožto časopis Občanského fóra, později jako nekomerční městské noviny, a to zhruba do poloviny 90. let. Do vyšší politiky však nevstoupil, odešel i ze Zbrašovských aragonitových jeskyní a odjel do Skandinávie. Studoval pak techniku sítotisku v ateliéru JEK Print Serigraphy v Bratislavě pod vedením Petera Eliáše. V roce 1991 založil reklamní agenturu Design Studio 2H, věnoval se reklamě, grafickému i webovému designu, vyráběl kalendáře, koncertní plakáty či booklety, sázel knihy.
Již v 80. letech se vedle výroby dřevěných a kovových šperků se Helcl věnoval fotografování každodenní reality i přírody. Později až do své smrti se pak věnoval uměleckému grafickému designu a fotografování přírody či koncertů. Své fotografie však nikdy nevystavoval, až posmrtně v roce 2018 Muzeum a galerie Hranice připravily výstavu sestavenou z jeho pozůstalosti.
Hrál také hokej za tým Bears Hranice, u jehož zrodu rovněž stál.
Helcl zemřel náhle v květnu 2017 ve věku 63 let.